# Парашутно-десантний взвод
Парашу́тно-деса́нтний взвод — тактичний підрозділ повітряно-десантних та аеромобільних військ, який організаційно входить до складу парашутно-десантної роти та призначений для ведення бою в тилу противника.
До складу парашутно-десантного взводу входять: командир взводу та 3 парашутно-десантні відділення по 7 десантників у кожному в загальній кількості 22 військовослужбовці повітряно-десантних (аеромобільних) військ.
| ПАРАШУТНО-ДЕСАНТНИЙ ВЗВОД |                             |                        |
| 1) Командир взводу | лейтенант/старший лейтенант | АКС-74, ПМ, Б-8        |
| 1-е парашутно-десантне відділення |                             |                        |
| 1) Командир відділення — заступник командира взводу | старший сержант             | АКС-74, Б-8            |
| 2) Стар.навідник-оператор | старший солдат              | АКС-74У, БМД-1 (БМД-2) |
| 3) Стар.механік-водій | старший солдат              | АКС-74У                |
| 4) Старший стрілець | старший солдат              | АКС-74                 |
| 5) Кулеметник | солдат                      | РПКС-74                |
| 6) Стрілець-гранатометник | солдат                      | РПГ-7Д, АКС-74У        |
| 7) Стрілець-пом. гранатометника | солдат                      | АКС-74                 |
| 2-е і 3-є парашутно-десантні відділення |                             |                        |
| 1) Командир відділення | сержант                     | АКС-74, Б-8            |
| 2) Навідник-оператор | старший солдат              | АКС-74У, БМД-1 (БМД-2) |
| 3) Механік-водій | старший солдат              | АКС-74У                |
| 4) Старший стрілець | старший солдат              | АКС-74                 |
| 5) Кулеметник | солдат                      | РПКС-74                |
| 6) Стрілець-гранатометник | солдат                      | РПГ-7Д, АКС-74У        |
| 7) Стрілець-пом. гранатометника | солдат                      | АКС-74                 |
| Всього у взводі: 22 чол. о/с: 1 офіцер, 3 сержанта, 18 солдатів. - 3 бойові машини десанту БМД-1, БМД-2 - 3 гранатомета РПГ-7Д - 9 реактивних протитанкових гранат РПГ-18, РПГ-22 - 3 кулемета РПКС-74 - 10 автоматів АКС-74 - 9 автоматів АКС-74У - 1 пістолет ПМ - 3 УКХ р/ст Р-123М, Р-173 - 4 УКХ р/ст Р-159, Р-148 - 4 бінокля Б-8 |                             |                        |

Парашутно-десантний взвод при виконанні бойового завдання діє, як правило, у складі штатної роти. У розвідці та в бойовій охороні, а також при виконанні окремих бойових завдань парашутно-десантний взвод може діяти самостійно у відриві від роти.
У залежності від завдання, що виконується, характеру місцевості й інших умов обстановки взвод може діяти на бойових машинах десанту, у пішому порядку, а взимку — на лижах.
Парашутно-десантному взводу можуть додаватися станкові протитанкові гранатомети, стрільці-зенітники, інженерно-саперне відділення, хіміки-розвідники, а в окремих випадках — самохідно-артилерійські гармати і протитанкові ракетні комплекси.
При виконанні бойових завдань парашутно-десантний взвод у залежності від умов обстановки діє в бойовому, передбойовому і похідному порядках.
- Бойовий порядок — побудова підрозділу для ведення бою. Бойовий порядок взводу, що наступає на бойових машинах складається з бойової лінії БМД з інтервалом між ними до 100 м та засобів посилення, що діють у бойовій лінії або за нею. Бойовий порядок взводу, що наступає в пішому порядку, складається з цепу, бойових машин десанту та засобів посилення.

- Передбойовий порядок — побудова взводу при діях у пішому порядку для пересування в колонах відділень, розчленованих по фронту (у лінію відділень), з метою скорочення часу на розгортання в бойовий порядок, меншої уразливості від вогню артилерії й ударів авіації.

- Похідний порядок взводу — колона. Він застосовується при здійсненні маршу, а також у районі бойових дій при здійсненні рейду, переслідуванні противника і пересуванні взводу в інших умовах обстановки та повинен забезпечувати високу швидкість руху і швидке розгортання в передбойовий та бойовий порядки.

Командир взводу управляє взводом по радіо, командами, які подаються голосом, сигнальними засобами та особистим прикладом. Усередині бойової машини командир взводу керує діями підлеглих командами, які подаються через переговорний пристрій або голосом та встановленими сигналами.
Об'єктами захоплення взводу можуть бути: засоби зброї масового ураження (ракетні, пускові установки, гармати), елементи пунктів управління, вузлів зв'язку, аеродромів, складів, залізничних станцій, гідротехнічних і інших споруджень, радіотехнічні пристрої, насосні станції, трубопроводи, переправи на водних перешкодах, мости та підрозділи, що їх охороняють та обороняють, а також вигідні ділянки місцевості на шляхах ймовірного висування противника.
Об'єктом атаки взводу можуть бути жива сила, вогневі засоби та бойова техніка противника, розташовані на напрямку його дій.
Захоплення об'єкта здійснюється безпосередньо після десантування, у ході рейду та в інших умовах обстановки. Парашутно-десантний взвод при захопленні об'єкта у тилу противника наступає на фронті до 250 м.
Взвод обороняється, як правило, у складі роти. Він може також знаходитися у резерві батальйону, призначатися в бойову охорону, засідку або діяти, як підрозділ прикриття.
Взвод обороняє опорний пункт до 400 м по фронту і до 300 м у глибину.
Опорний пункт взводу складається з позицій відділень, основних, запасних і тимчасових вогневих позицій бойових машин, основних і запасних вогневих позицій доданих вогневих засобів, командно-спостережного пункту командира взводу. Бойові машини в опорному пункті взводу розташовуються по фронту й у глибину з інтервалами до 200 м.